# Charassognathus
Charassognathus (wat 'gekerfde kaak' betekent) is een geslacht van uitgestorven synapsiden en de oudst bekende vertegenwoordiger van de Cynodontia uit de Therapsida. Dit dier leefde in het Laat-Perm in Zuid-Afrika. 
Het fossiel van Charassognathus is gevonden in de Tropidostoma Assemblage Zone van de Beaufortgroep in het Zuid-Afrikaanse Karoo-bekken en dateert uit het tijdvak Wuchiapingien.
Charassognathus werd in 2007 beschreven op een vindplaats bij Fraserburg in Zuid-Afrika en is een van de vroegste en meest basale cynodonten. Het dier is alleen bekend van het holotype, dat dateert uit het Laat-Perm. Het type en de enige soort is Charassognathus gracilis. Het holotype (SAM-PK-K 10369), gevonden in de Tropidostoma Assemblage Zone van de Teekloofformatie, bestaat uit een verbrijzelde schedel, een gedeeltelijke onderkaak en één been.

## Beschrijving
Charassognathus heeft een snuit die iets minder dan de helft van de totale lengte van zijn schedel uitmaakt en een lang gezichtsuitsteeksel op zijn septomaxilla. Afgezien van deze twee kenmerken is zijn schedel die van een typische cynodont. De vreemde vorm van zijn septomaxilla is meer typisch voor therocephaliërs dan voor andere cynodonten, wat erop wijst dat hij dicht bij een gemeenschappelijke voorouder van de twee groepen zou kunnen zijn.
Charassognathus was een viervoetig roofdier. Hij werd vernoemd naar een inkeping op zijn processus coronoideus die hoogstwaarschijnlijk het aanhechtingspunt was voor een kauwspier, de adductor mandibulae externus. Charassognathus was een klein dier, met een schedel van slechts 5 centimeter lang. Omdat het lichaam van Charassognathus niet is ontdekt, blijft zijn volledige lengte onbekend, maar er zijn schattingen gemaakt van 50 centimeter.